# Moe Goes From Rags To Riches
«Moe Goes From Rags To Riches» (с англ. — «Мо идёт из грязи в князи») — двенадцатый эпизод двадцать третьего сезона мультсериала «Симпсоны», который вышел на телеканале FOX 29 января 2012 года. Эпизод получил негативные отзывы, в рейтинге IMDb занимает предпоследнее место с показателем 5,7 вместе с «The Greatest Story Ever D’ohed».

## Сюжет
На городском собрании в таверне Мо люди утверждают, что у самого Мо нет настоящих друзей, только старая барная тряпка. Барт продолжает шутить, сравнивая тряпку с Милхаусом, из-за чего тот ссорится с ним. Позже тряпка оживает и рассказывает зрителям свой жизненный путь. В средневековой Франции она была частью материи, которую соткала крестьянка (Мардж) под гипнозом своих овец, убитых герцогом Спрингфилда (Мистер Бёрнс). Потом она стала частью шатра принца Персии (Нельсон), которому Шахерезада (Лиза) рассказывала сказки. Позднее, в Риме, её использовал Микеланджело для росписи Сикстинской Капеллы. Во время Великой Депрессии она была начинкой для супа у американских фермеров, и стала флагом для вершины горы Эверест. Тряпку берёт йети, и дарит своему маленькому сыну Мо.
Тем временем Барт пытается помириться с Милхаусом, но тот отказывается мириться и говорит, что ему одному хорошо. Позже Барт читает стихотворение, посвящённое их ссоре и семье, но Милхаус считает, что его сочинила Лиза. Утром Барта бьёт Дредерик Татум, и он быстро мирится с Милхаусом.
Мо просыпается и обнаруживает, что тряпка пропала. Оказывается, её взяла Мардж, чтобы постирать. Мо понимает, что у него всё-таки есть настоящие друзья, и выбрасывает тряпку в окно. Её подбирает Маленький Помощник Санты и заботится о ней.

## Производство
Эпизод был впервые объявлен на «Comic-Con» 23 июля 2011 года во время дискуссии с производителями сериала. Английский актёр Джереми Айронс стал приглашённой звездой в эпизоде, озвучив тряпку. Он получил предложение по телефону и позже сказал прессе: «Я очень обрадовался, ведь это большая честь». В интервью The Daily Telegraph он сообщил: «Когда я впервые увидел сценарий, там было написано, что тряпка говорит очень звучным голосом. А в ремарках было написано „Думаю, Джереми Айронс“». Он записал реплики летом 2011 года.